# Regula Monachorum (Isidoro di Siviglia)
La Regula Monachorum è un'opera di Isidoro di Siviglia. Si tratta di una regola monastica in 25 capitoli, preceduta dalla dedica ai fratelli del monastero Honorianense.

## Contenuti, lingua e stile
Nella Praefatio l’autore si propone di raccogliere alcuni precetti dei santissimi padri, che si trovano sparpagliati, e di esporli in uno stile popolare perché siano più facilmente compresi. La Regula si premura subito di tutelare il monastero da inquinanti promiscuità con il mondo esterno e raccomanda la clausura: il convento deve situarsi lontano dalla città e possedere all’interno il proprio orticello. Si prescrive che l’abate non possa comandare nulla a nessuno che non abbia fatto egli stesso e sia tenuto a mangiare i medesimi cibi insieme con i suoi fratelli. I monaci, come gli Apostoli, devono tenere tutto in comune, senza conservare nella propria cella né vitto né abito particolare. Dal digiuno sono esentati i vecchi e i monaci in tenera età e vi è particolare riguardo verso i malati. L’abito del monaco non deve essere troppo elegante né spregevole e ognuno è chiamato a lavorare sempre con le proprie mani. Per tre volte alla settimana i monaci sono tenuti a partecipare ad una conferenza (collatio) in cui ascoltano la parola dell’abate che spiega le questioni difficili incontrate nella lettura della Bibbia e corregge i vizi dei fratelli, con richiami progressivi, concedendo il perdono a coloro che lo chiedono e dispensando punizioni ai renitenti, in regime di moderata severità. Il quadro offerto mostra l’istituzione di una comunità ordinata, in cui la penitenza viene percepita più come espressione di austerità che di estremo rigore, dove il lavoro manuale è animato dalla cultura e dalla preghiera e la presenza di Dio comporta, più che il timore del giudizio, la serenità della salvezza. Un intero capitolo è dedicato ai codici: sono individuati i responsabili del loro controllo, viene stabilito il modo in cui devono essere prestati e restituiti una volta letti ed è garantita la possibilità di ricevere chiarimenti da parte degli abati.

## Datazione, fonti e tradizione testuale
Per quanto riguarda la datazione dell’opera, possiamo stabilire solamente un terminus ante quem, ovvero la lettera inviata da Isidoro a Braulione, scritta tra il 619 e il 621, in cui il sivigliano afferma di avere appena inviato all’amico una copia della Regula. Come termine post quem, seguendo l’ordine stabilito da Braulione nella Renotatio, con le relative riserve sull’affidabilità, si può pensare di indicare il 615, data della composizione del Chronicon, che precede la Regula nella lista delle opere. Le principali fonti della Regula Monachorum sono Agostino e Girolamo.
La regola di Isidoro è trasmessa da undici codici, che restituiscono due recensioni leggermente diverse. L’elenco dei manoscritti è fornito da Díaz y Díaz e dall’editore Campos. La versione più vicina all’originale è chiamata “recensione pura”, mentre nella “recensione interpolata” sono presenti aggiunte non attribuibili a Isidoro, bensì ad uno scrittore successivo che ha operato una parziale rielaborazione. In particolare, si segnalano quattro lunghi passaggi aggiunti al capitolo 4 ed altri rimaneggiamenti minori. Lo scopo della revisione fu, senza dubbio, quello di rendere più rigorosa la disciplina e la vita dei monaci del monastero. Tenendo conto della tradizione manoscritta e della sua posterità, si ipotizza che la “recensione interpolata” possa risalire alla metà del VII secolo, presentandosi come risultato di una revisione operata in ambienti fruttuosiani, forse da parte dello stesso Fruttuoso di Braga (che conosceva la Regula e ne fece uso per comporre la propria regola monastica, nel 640-641). La regola di Fruttuoso appare molto più severa: il luogo naturale del monaco è la solitudine della cella, mentre per Isidoro il monastero è pensato come una comunità. J.C. Martín Iglesias, seguendo le indicazioni di Díaz y Díaz e Campos, costruisce uno stemma provvisorio. Solamente sei manoscritti anteriori all’anno 1000 sono giunti fino a noi. La Regula ebbe grande diffusione nella Spagna Nord-Occidentale, nell’area dove appunto ha operato Fruttuoso di Braga.
L'editio princeps si deve a J. Grial (1599); l’edizione della Patrologia Latina (PL 83, 867-894) riproduce quella di Arévalo (1802), che segue il testo di Grial. Esiste una seconda edizione all’interno della Patrologia Latina (PL 103, 553-572), che riporta il testo di L. Holstenius – M. Brockie (1759). L’edizione più recente è quella di J. Campos (1971): le critiche principali che si possono muovere a questa edizione sono l’assenza di uno studio stemmatico e l’assenza di uno stemma.

### Edizioni
- Braulio de Zaragoza, La Renotatio librorum domini Isidori. Introducción, edición critica y traducción, ed. J.C. Martìn Iglesias, San Millán de la Cogolla 2004.
- Divi Isidori Hispalensis episcopi opera omnia, ed. J. Grial, Madrid 1599.
- Isidorus Hispalensis, La Regla de monjes de San Isidoro de Sevilla, ed. J. Campos, Madrid 1971.
- S. Isidori Hispalensis Episcopi Hispaniarum doctoris opera omnia, ed. F. Arevalo, tomo VI, Roma (1802), pp. 524–556.

### Studi
- F. Trisoglio, Introduzione a Isidoro di Siviglia, Brescia (2009), cap. XII, pp. 96–97.
- J.C. Martín Iglesias, Escritores Visigóticos: Reglas Monásticas, Madrid (2011), pp. 1–19.
- La trasmissione dei testi latini nel Medioevo, volume II, a cura di P. Chiesa e L. Castaldi, Firenze (2005), pp. 379–386.
- M.C. Díaz y Díaz, Aspectos de la tradición de la Regula Isidori, Studia Monastica 5 (1963), pp. 25–57; Id., The Lerins Manuscript of the Isidorian Rule: an Addition and a Partial Retraction, Classical Folia 21 (1967), pp. 143–157.
- J. Campos, Regla de San Isidoro. Introducción, in J. Campos - I. Roca Meliá, Santos Padres Españoles II. San Leandro, San Isidoro, San Fructuoso. Reglas monásticas de la España visigoda. Los tres libros de las Sentencias, Madrid (1971), pp. 84–86.
- J.C. Martín Iglesias, Réflexions sur la tradition manuscrite de trois oeuvres d'Isidore de Séville: le De natura rerum, la Regula monachorum et le De origine Getarum, Vandalorum, Sueborum, pp. 205–63.

| Controllo di autorità | VIAF (EN) 4587153834753664450009 |